# Dumitru Comănescu
Dumitru Comănescu (Proviţa de Jos, 8 november 1908 - Boekarest, 27 juni 2020) was een Roemeens supereeuweling. Comănescu was de oudste nog levende man van Europa sinds het overlijden van Engelsman Bob Weighton op 28 mei 2020. 
Comănescu werkte als landbouwingenieur en fytopatholoog. Later vond hij zijn roeping in de landbouw. Aan de universiteit studeerde hij wiskunde, hij voerde in 2003 nog zijn laatste fytopathologische beoordeling uit. Op 86-jarige leeftijd nam hij deel aan een wedstrijd voor landbouwexperts, waar hij vijfde werd. Comănescu woonde in Boekarest en overleed op 27 juni 2020, een maand na Weighton. Hij werd 111 jaar en 232 dagen oud.
Aanvankelijk werd gedacht dat Comănescu sinds het overlijden van Bob Weighton ook de oudste man ter wereld was. Uiteindelijk zou het Guinness Book of Records echter de exact drie maanden oudere Emilio Flores Marquez (geboren op 8 augustus 1908) erkennen als oudste man ter wereld, waardoor Comănescu deze titel nooit verkreeg. Daarnaast werd tevens de leeftijd van Tomás Pinales Figuereo (31 maart 1906 - 24 september 2020) geverifieerd door de Gerontology Research Group, waardoor Comănescu in feite de op twee na oudste man ter wereld was.